# Hiệu ứng đại dương nâu

Kelvin vào năm 2018 giữ được mắt bão rõ ràng trên đất liền Tây Úc

Hiệu ứng đại dương nâu (tiếng Anh: Brown ocean effect) là một hiện tượng thời tiết được quan sát liên quan tới các xoáy thuận nhiệt đới sau khi đổ bộ đất liền. Chúng thường được dự đoán là sẽ mất năng lượng khi vào đất liền, nhưng thay vào đó lại giữ nguyên cường độ hoặc mạnh lên trên bề mặt đất liền. Trong khi hệ thống bão như vậy rất phổ biến tại Hoa Kỳ, Ấn Độ và Trung Quốc, Cục Khí tượng và Hải dương Quốc gia (NOAA) lại cho rằng Úc mới là môi trường thuận lợi nhất để hiệu ứng này xảy ra, sau 30 năm nghiên cứu tại đây. Tại Úc, những hệ thống bão như vậy được gọi là agukabam.

## Điều kiện
Một nguyên nhân gây nên hiệu ứng biển nâu đã được xác định là lượng lớn nhiệt ẩn có thể được giải phóng từ mặt đất cực ẩm ướt. Một nghiên cứu của NASA năm 2013 cho thấy từ 1979-2008, 45 trong số 227 cơn bão nhiệt đới hoặc là đã mạnh lên hoặc giữ nguyên cường độ sau khi đổ bộ đất liền. Thông cáo báo chí cho biết: "Đất liền khi đó giống như môi trường giàu ẩm của đại dương, chính là nơi cơn bão bắt nguồn." Ban đầu, nghiên cứu tập trung vào các xoáy thuận ngoài nhiệt đới, các cơn bão lúc đầu chuyển hóa năng lượng từ nước biển ấm và sau đó có thể là từ nhiều khối khí khác nhau, từ đó giải thích cho sự mạnh lên của các cơn bão sau khi đổ bộ. Tuy nhiên, khi tiếp tục nghiên cứu các cơn bão này, Andersen và Shepherd, hai nhà khoa học đứng đầu nghiên cứu của NASA, phát hiện ra rằng một số các cơn bão này không chuyển lõi từ trạng thái ấm sang lạnh, tiếp tục phát triển với phần lõi ấm, và cuối cùng vẫn gây một lượng mưa lớn hơn.
Để hiệu ứng biển nâu xảy ra thì cần có ba điều kiện sau: "Đầu tiên, tầng khí quyển thấp phải giống với khí quyển nhiệt đới với biên độ nhiệt rất nhỏ. Thứ hai, đất trong khu vực bão đi qua phải có lượng ẩm dồi dào. Cuối cùng, sự bay hơi ẩm trong đất phải giải phóng ra nhiệt ẩn, mà theo nhóm nghiên cứu thì phải đạt mức trung bình ít nhất 70 watt một mét vuông." Các hệ thống bão bị ảnh hưởng bởi hiệu ứng biển nâu đã cho ra đời một thể loại phụ mới trong các loại bão nhiệt đới gọi là Sự kiện Duy trì và Tăng cường độ Xoáy thuận Nhiệt đới (Tropical Cyclone Maintenance and Intensification Event hay TCMI). Một nghiên cứu khác kết luận rằng mật độ dòng nhiệt ẩn bề mặt của mặt đất thực tế có khả năng lớn hơn trên biển, mặc dù chỉ trong thời gian ngắn. Andersen và Shepherd cũng đánh giá hiệu ứng của biến đổi khí hậu lên các TCMI, xem xét khả năng mạnh lên của các cơn bão này do sự tăng giảm độ ẩm tại những khu vực mà hệ có thể đi qua.

## Ví dụ

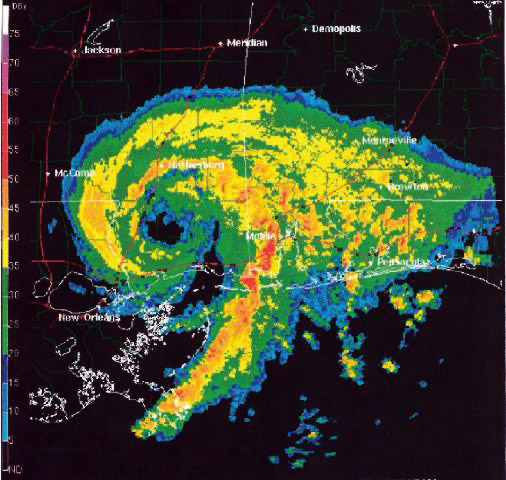
Allison với đặc điểm giống mắt bão trên vùng đất Mississippi.

Bão Allison vào năm 2001 đã di chuyển chậm khắp miền Đông Nam Hoa Kỳ từ Texas tới vùng Carolina trong hơn chục ngày vào tháng 6, gây mưa xối xả và có vẻ bão còn mạnh hơn trên đất liền so với lúc trên biển trước khi đổ bộ và sau khi rời khỏi đất liền.
Bão Erin năm 2007 là một ví dụ cho hiệu ứng này; cơn bão đã mạnh lên ngay trên vùng đất liền miền trung Texas, sau đó hình thành cả mắt bão trên đất liền Oklahoma. Bão Erin còn mạnh thêm nữa khi đi qua vùng đồng bằng, một hiện tượng hiếm gặp khi mà hầu hết các cơn bão nhiệt đới đều yếu đi khi càng di chuyển vào sâu trong đất liên. Andersen cho rằng "Cho tới những sự kiện như Erin vào năm 2007, không có nhiều sự quan tâm tới các xoáy thuận nhiệt đới sau khi đã đổ bộ đất liền trừ khi chúng đã chuyển thành các xoáy thuận ngoài nhiệt đới. Erin thật sự đã gây được sự chú ý tới hiện tượng mạnh lên của xoáy thuận nhiệt đới ngay trên đất liền."
Bão Fay (2008) sau khi đổ bộ đất liền Florida đã mạnh lên cường độ gần đạt cấp bão cuồng phong và trong một thời gian ngắn hình thành đặc điểm giống mắt bão trước khi yêu đi. Nguyên nhân là do địa hình ngấm nước của miền Nam Florida đặc biệt là ở Hồ Okeechobee và vùng Everglades.
Một trường hợp khác là Bão Bill năm 2015, khi điều kiện đất bão hòa đã duy trì hệ thống bão trong thời gian lâu hơn.
Vào năm 2016, Áp thấp nhiệt đới Eleven đổ bộ miền Đông Florida. Trên đất liền, nó trở thành xoáy thuận nhiệt đới đầu tiên đạt cường độ bão nhiệt đới khi còn trên đất liền Florida, và được đặt tên là Julia.
Một trường hợp ở nam bán cầu là Bão Kelvin vào năm 2018. Ngay sau khi đổ bộ miền Tây Úc, Kelvin phát triển mắt bão rõ nét và tiếp tục mạnh lên dù đang di chuyển trên Sa mạc Sandy Lớn, nơi hầu hết xoáy thuận nhiệt đới bị yếu đi nhanh chóng.
Bão cận nhiệt đới Alberto vào năm 2018 là một ví dụ khác của hiệu ứng biển nâu. Hai ngày sau khi phát triển thành một cơn xoáy thuận cận nhiệt đới trên vùng biển Vịnh Mexico, Alberto đổ bộ vào Florida. Cơn bão trở nên có tổ chức hơn sau khi đổ bộ, chuyển từ một xoáy thuận cận nhiệt đới thành xoáy thuận nhiệt đới khi đi qua vùng đất liền, tồn tại thêm ba ngày nữa sau khi đổ bộ. Alberto trở thành một trong mười một xoáy thuận duy nhất tới được Hồ Huron lúc đã là áp thấp nhiệt đới.